# Pgrep

pgrep — утилита, просматривающая активные процессы в системе и выдающая идентификаторы процессов, атрибуты которых соответствуют указанным в командной строке запросам. Изначально pgrep была написана для ОС Solaris 7, позже реализована для GNU/Linux и OpenBSD.

## Примеры использования
Вывести все процессы (в расширенной форме — ID и имя), принадлежащие группе other:
```
$ pgrep -l -G other
```

Вывести все процессы, не принадлежащие пользователю root:
```
$ pgrep -v -u root
```